# Heinz Schneiter
Heinz Schneiter   (Thun, 12 d'abril de 1935 - 6 de juliol de 2017) fou un futbolista suís de la dècada de 1960.
Fou 44 cops internacional amb la selecció de futbol de Suïssa amb la qual participà a la Copa del Món de Futbol de 1962 i a la Copa del Món de Futbol de 1966.
Pel que fa a clubs, defensà els colors de BSC Young Boys i Lausanne-Sports.
Fou entrenador del FC Thun (1967–1969) i BSC Young Boys (1970–1972).